# Ploulec'h
Ploulec'h (en bretó Ploulec'h) és un municipi francès, situat a la regió de Bretanya, al departament de Costes del Nord. L'any 2006 tenia 1.620 habitants. El 19 d'octubre de 2006 s'adherí a la carta Ya d'ar brezhoneg.

## Demografia
| 1962                                       | 1968 | 1975 | 1982  | 1990  | 1999  |
| ------------------------------------------ | ---- | ---- | ----- | ----- | ----- |
| 677                                        | 673  | 853  | 1.229 | 1.404 | 1.466 |
| Des de 1962: població sense dobles comptes |      |      |       |       |       |

## Administració
| Període   | Identitat         | Partit |
| --------- | ----------------- | ------ |
| 2001-2008 | Georges Alexandre |        |
| 2008-     | Michel Devallan   |        |